# Liste der Wappen in Passau
Die Liste der Wappen in Passau zeigt die Wappen in der bayerischen Stadt Passau.

## Passau

Stadt Passau In Silber ein steigender roter Wolf. (Passauer Wolf)

- Stadt
Passau
In Silber ein steigender roter Wolf. (Passauer Wolf)

## Wappen ehemals selbständiger Gemeinden

Gemeinde Grubweg
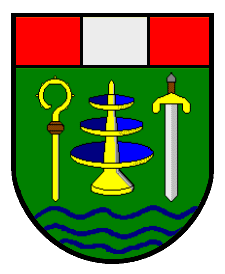
Gemeinde Hacklberg
Gemeinde Hals Geteilt durch einen silbernen Balken; oben in Blau ein rot bezungter goldener Löwenkopf, unten die bayerischen Rauten.
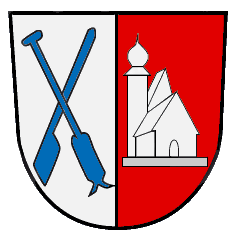
Gemeinde Heining